# 通卡 (通布圖區)
通卡是馬利的城鎮，位於該國中部，由通布圖區負責管轄，距離貢達姆35公里，面積3,500平方公里，海拔高度256米，2009年人口53,438，人口密度為每平方公里15.27人。